# Victor Kafka
Victor Kafka, někdy též Viktor Kafka, (18. března 1880 Praha – 1942 Lublin?) byl pražský židovský architekt.

## Život
Narodil se do rodiny Israela Kafky a jeho manželky Marie, rozené Krausové. Vystudoval architekturu na vídeňské technické vysoké škole. Stylově prošel od secese přes art deco až po konstruktivismus. Často pracoval pro Židovskou obec v Praze.
S manželkou Pavlou, rozenou Blumkovou (1902–1942), měl syna Hanuše (1929–1942).
Dne 12. května 1942 byl spolu s manželkou a synem transportován z Prahy do Terezína transportem „Au“, odtud byl 17. května 1942 odeslán transportem „Ay“ do Lublinu, kde zahynul. Přesné datum úmrtí není známo.

## Dílo
- 1907–1908 Vila dr. Otto Schwarze, Český Krumlov, vila ředitele papírny Ignaz Spiro und Söhne v novobarokním stylu se secesními vlivy[3]
- 1908–1909 Synagoga v Českém Krumlově
- 1909–1911 Chorobinec pražské židovské obce na Hagiboru, č. p. 1201, Praha 10 – Žižkov, Vinohradská 159, dnes Domov sociální péče Hagibor
- 1920–1921 Bytový dům zaměstnanců Odkolkových mlýnů, č. p. 300, Praha 9-Vysočany, Pod Pekárnami 17, spoluautor Hubert Gessner, autorství není jisté
- 1927 – Administrativní palác, č. p. 263, Praha 1 – Staré Město, Konviktská 5

## Stavby

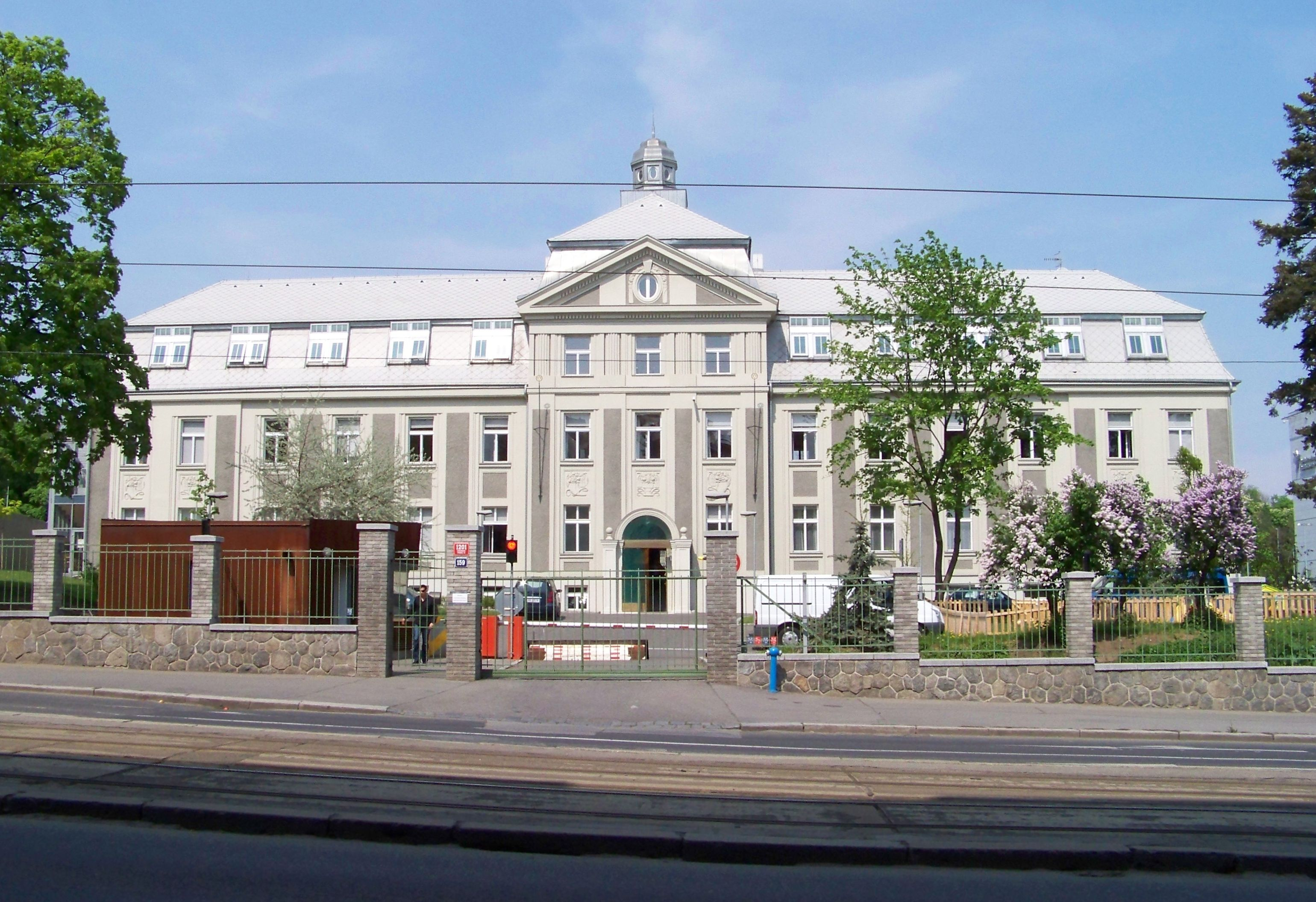
Chorobinec pražské židovské obce na Hagiboru
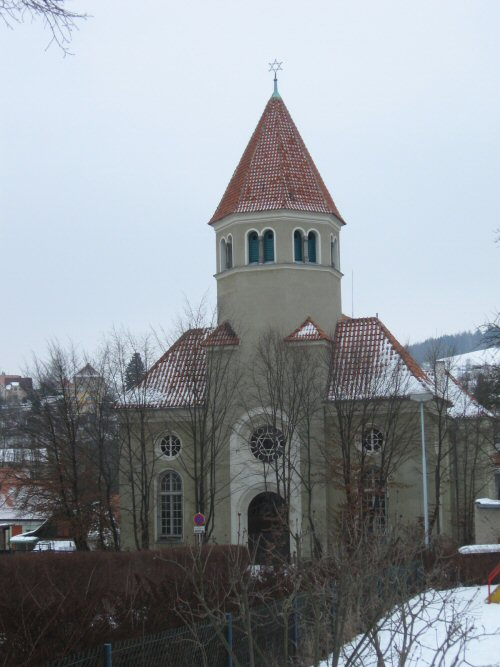
Synagoga v Českém Krumlově